# 지도관
지도관(智道館)은 태권도가 된 현대 한국 무술의 9개 학교 중 하나이며 제2차 세계 대전이 끝날 무렵 현재의 대한민국에 설립되었습니다. "지혜의 학교"라고도 불리며, 한국의 지도관은 오늘날에도 여전히 존재한다.